# Rue Paul-Vaillant-Couturier (Levallois-Perret)
Pour les articles homonymes, voir Rue Paul-Vaillant-Couturier.
La rue Paul-Vaillant-Couturier est une voie de communication située à Levallois-Perret.

## Situation et accès

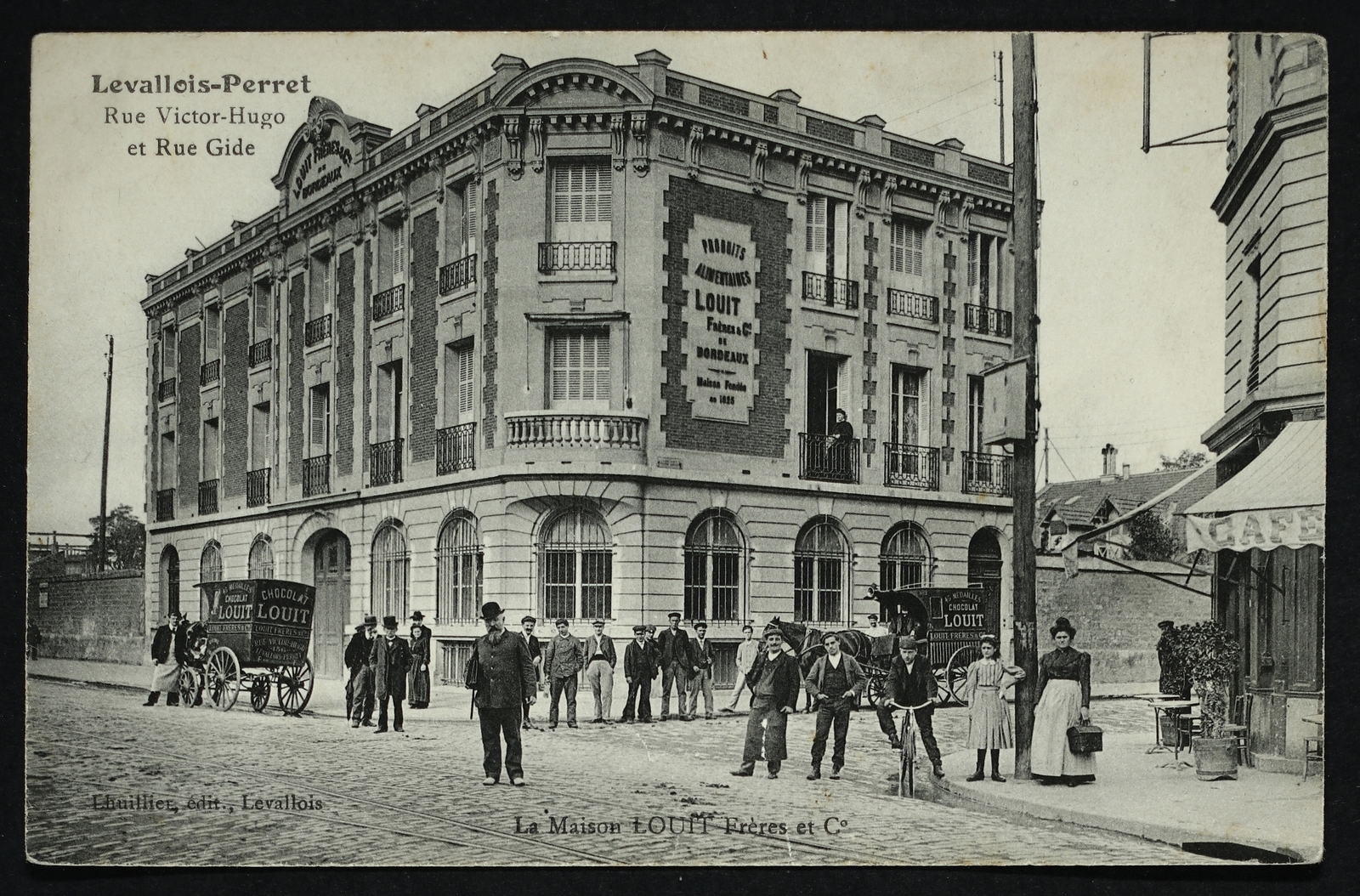
Rue Gide, angle rue Victor-Hugo.

Cette rue commence à la place de la Libération, dans l'axe du boulevard du Château à Neuilly-sur-Seine qui croise la rue de Villiers.
Après avoir dépassé la rue Chaptal sur sa gauche, elle croise la rue Danton puis la rue Anatole-France en s'approchant du parc de la Planchette, à l'angle de la rue du Président-Wilson.
Elle croise ensuite la rue Rivay et la rue Marjolin, pour rencontrer la rue Victor-Hugo.
Elle se termine dans le tunnel passant sous la ligne de Paris-Saint-Lazare à Saint-Germain-en-Laye et y est prolongée par la rue de Neuilly à Clichy. Ce tunnel offre un accès piétonnier à la gare de Clichy - Levallois.
Outre cette gare, la rue Paul-Vaillant-Couturier est desservie par la ligne 3 du métro de Paris avec les deux stations Anatole France et Pont de Levallois - Bécon.

## Origine du nom
Son nom rend hommage à Paul Vaillant-Couturier, (1892-1937), écrivain, journaliste et homme politique français, cofondateur du Parti communiste français.

## Historique

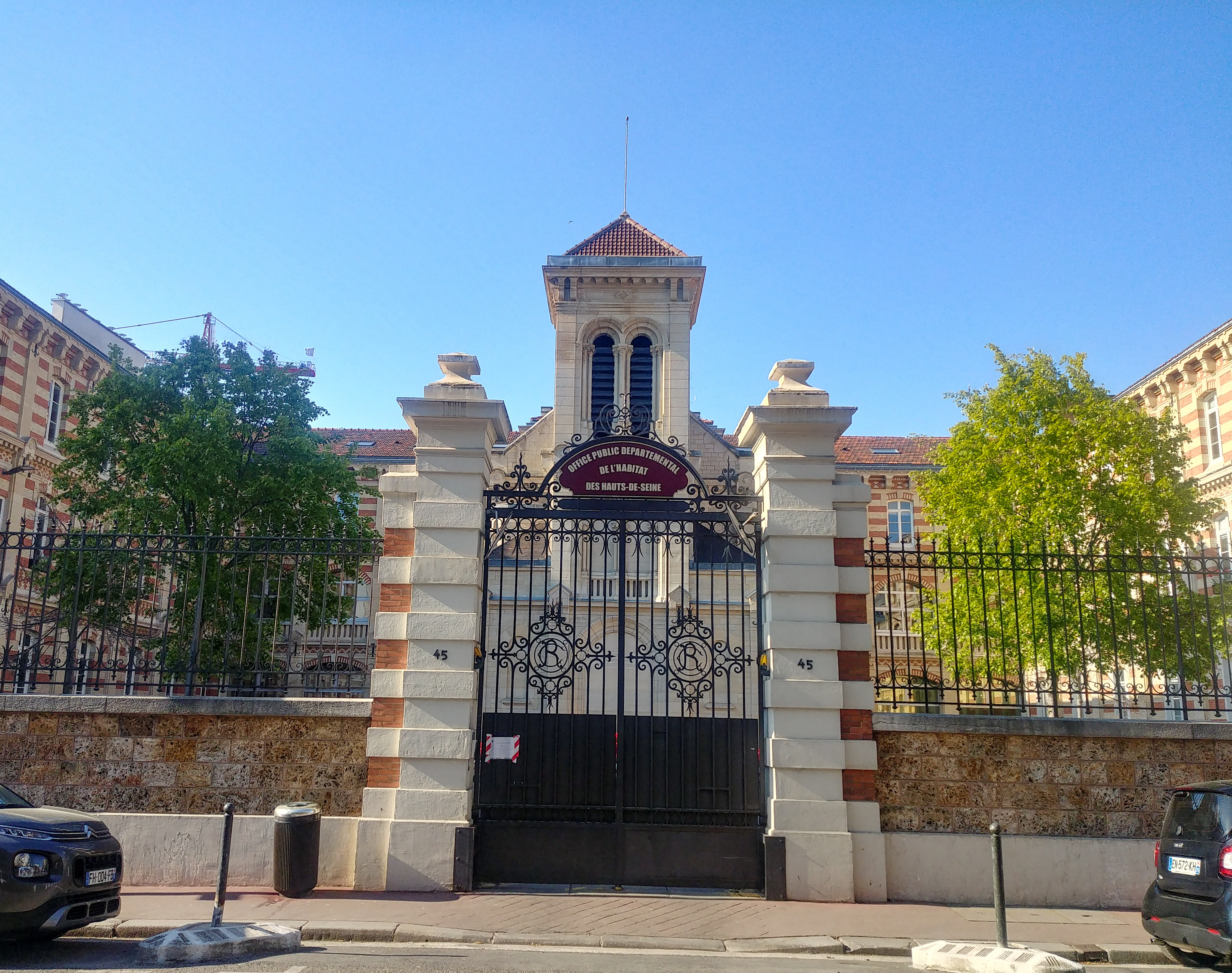
Ancienne chapelle de l'hospice Antonin Raynaud.

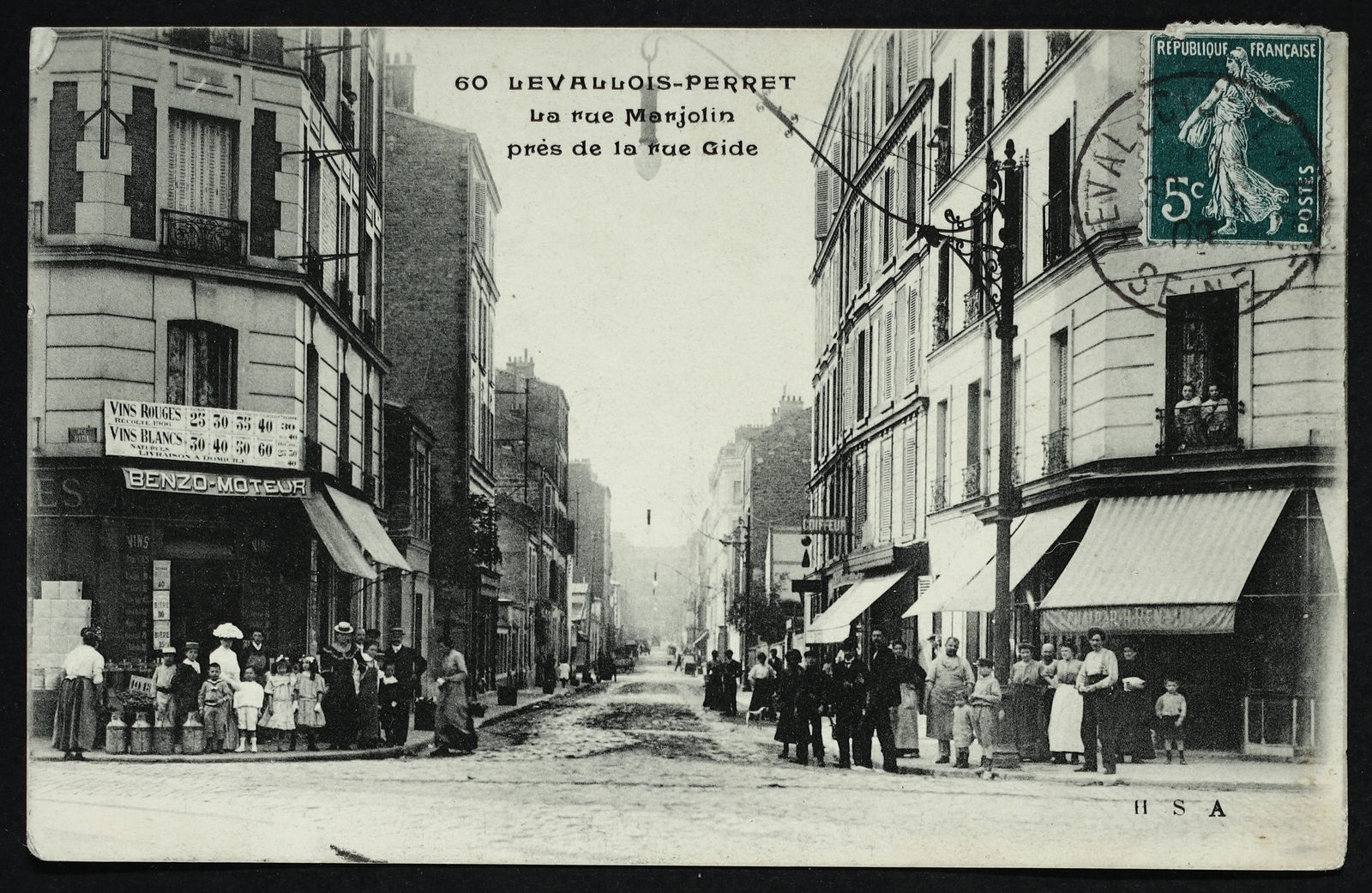
Levallois-Perret, rue Marjolin prise de la rue Gide.

Cette voie de circulation formait la voie la plus directe entre Neuilly et Clichy,, plus précisément du château de Neuilly à l'ouest, et la direction générale de l'abbaye de Saint-Denis à l'est. Le chemin traversait le hameau de Courcelles et le bourg de Villiers-la-Garenne, dont il formait, avec la rue de Villiers, l'axe principal. Toutefois après le rachat des châteaux de Neuilly et de Villiers par Murat en 1804, la partie du chemin située entre la rue de Villiers et le château de Neuilly est supprimée afin d'aménager un grand parc. L'actuel boulevard du château à Neuilly n'est tracé qu'après la destruction du château de Neuilly en 1848.
Le 1er janvier 1867, la rue, alors située sur les communes de Clichy et Neuilly, devient une rue de la commune nouvellement créée de Levallois-Perret. Le 16 février 1867, elle a été renommée rue Gide, à la mémoire de Théophile Gide, légataire universel de M. Rivay, qui a laissé son nom à la rue Rivay à Levallois-Perret, le 21 mars 1855.
Par la suite[Quand ?], la rue est renommée en l'honneur de Paul Vaillant-Couturier.

## Bâtiments remarquables et lieux de mémoire
- No 2 : siège de Webedia

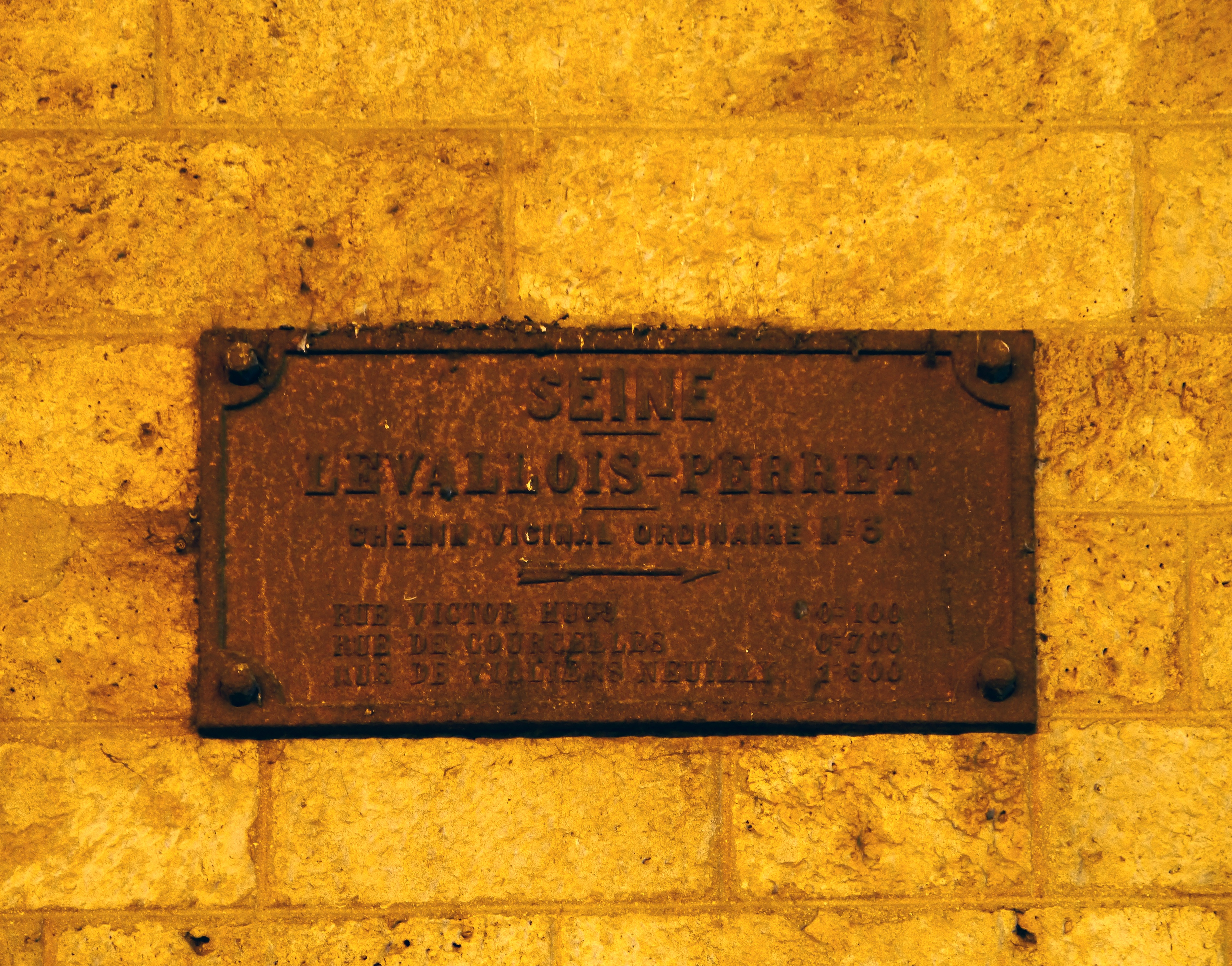
Plaque de cocher située dans le tunnel de la voie ferrée. Ces plaques indicatrices furent posées entre le XIXe siècle et le début du XXe siècle.

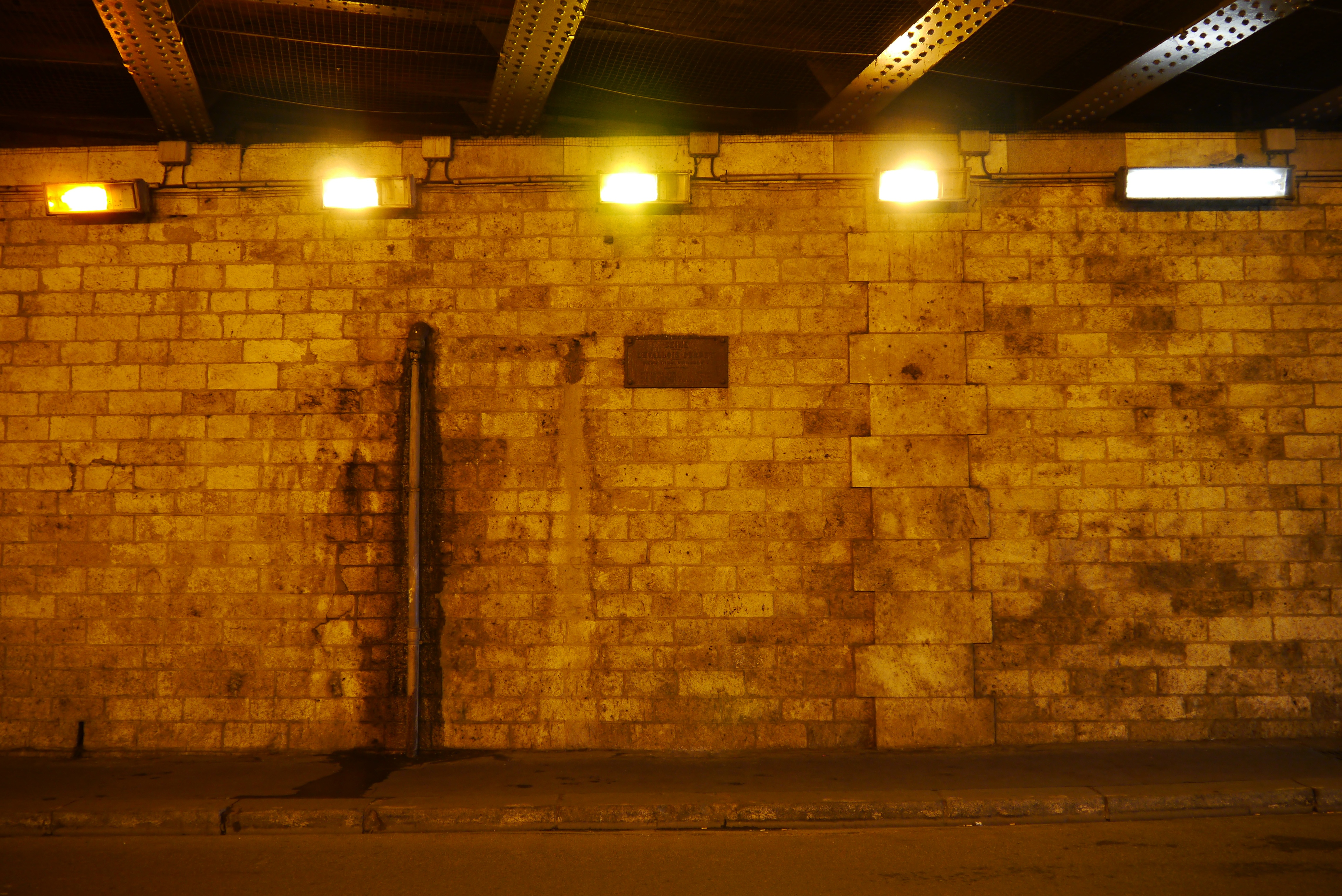
Rue Paul-Vaillant-Couturier, plaque de Cocher - Vue générale.

- No 45 : Office public de l'habitat des Hauts-de-Seine, ancienne chapelle de l'Hospice Antonin Raynaud[5].
- No 55 : Théâtre Naldini
- No 64 : Parc des Cinq Continents – Jacques Chirac
- No 109 : Église Sainte-Reine de Levallois-Perret